# NORADのサンタ追跡
NORADのサンタ追跡（ノーラッドのサンタついせき、NORAD Tracks Santa、ノーラッド・トラックス・サンタ）は、クリスマスをテーマにした毎年恒例のプログラムで、クリスマスイブの夜に子供たちにプレゼントを届けるという使命を帯び、北極から世界の上空を飛行するサンタクロースの追跡を行う。プログラムは毎年12月1日に開始されるが、実際のサンタ追跡は12月23日深夜に始まる。北アメリカ航空宇宙防衛司令部（NORAD）による任務活動の一つであり、1955年から毎年実施されている。 
NORADは、レーダーやその他の技術を使用してサンタを追跡するとしているが、このWebサイトはサンタの飛行経路のシミュレーションであり、事前に決められたサンタの位置情報をユーザーに表示している。
このプログラムは、1897年9月の『The Sun』社説「Is there a Santa Claus?」（サンタクロースはいるのでしょうか?）の一節「Yes, Virginia, there is a Santa Claus.」（そうです、ヴァージニア、サンタクロースはいるのです）以来の、「サンタは実在する」とする伝統に則っている。

## 歴史

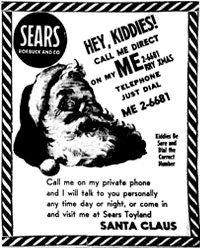
1955年、アメリカの百貨店シアーズはNORAD Tracks Santa プログラムに繋がる誤った電話番号を広告に掲載した

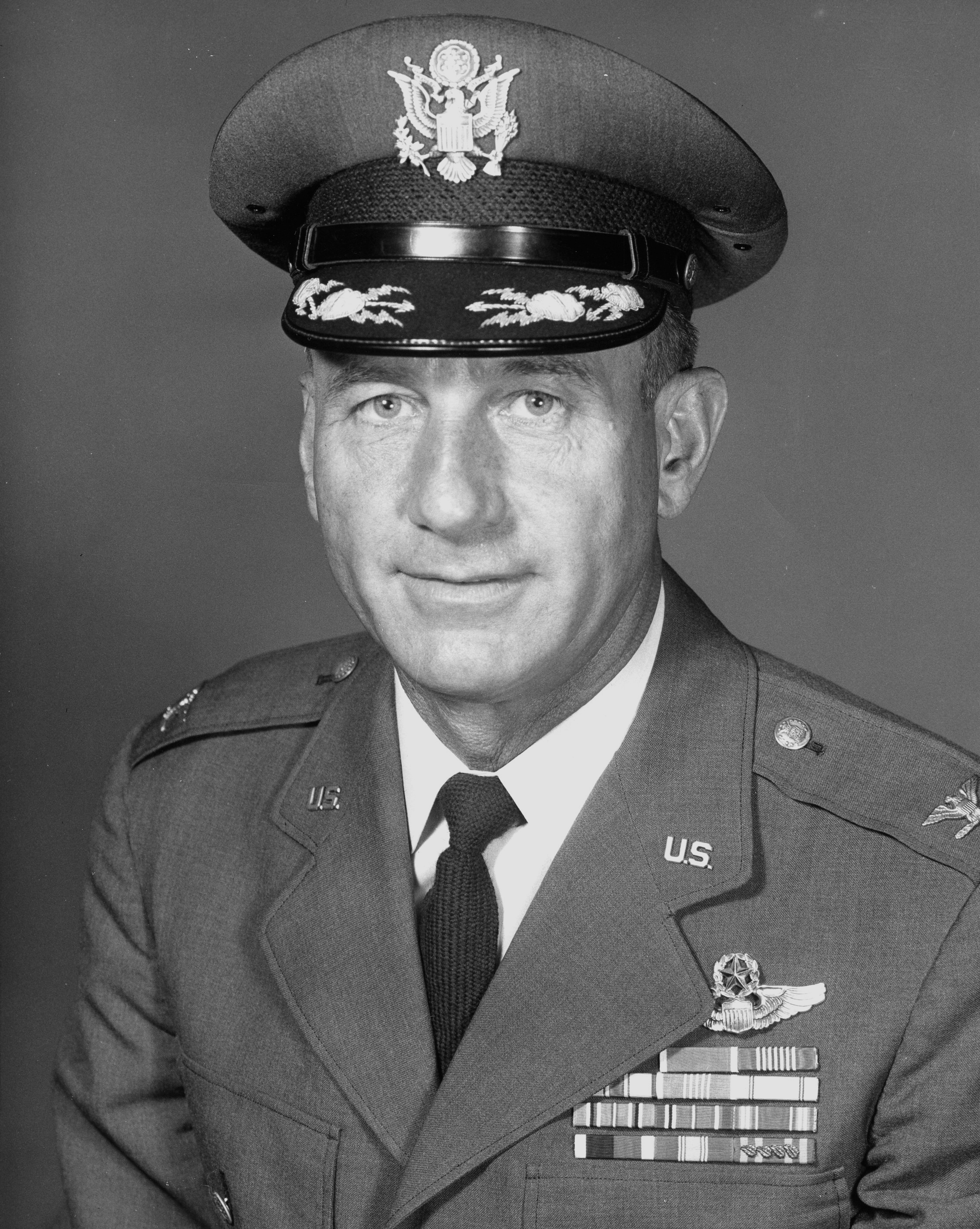
「サンタ大佐」ことハリー・シャウプ大佐

### 起源
1948年12月24日、アメリカ空軍は、「北への早期警戒レーダー網」が、「180度に向かう14000フィート（4300 m） 、8匹のトナカイを動力源とする1つの正体不明のそりを検出した」と主張する声明を発表。AP通信はこの「報告」についての記事を配信し、人々に伝えた。米軍がクリスマス・イヴにサンタクロースのそりを追跡することについて声明を発表したのはこれで一度きりとなった。
このプログラムは、1955年12月24日の年次イベントとして、NORADが実際に設立される前に始まった。シアーズ百貨店はコロラドスプリングスの新聞『The Gazette』に子供向けの広告を掲載し、サンタクロースの電話番号として「ME2-6681」（632-6681）を掲載した。1桁数字が誤植されたため、コロラドスプリングズにあるコンチネンタル防空司令部（CONAD：大陸防空司令部）センターに電話が掛かるようになってしまった。 
CONADと戦略航空軍団司令部（SAC）を直接繋ぐ「レッド・テレフォン」（赤い電話）と呼ばれるホットラインに電話がかかり、司令官であったハリー・シャウプ大佐は最初の電話に応答、後でサンタクロースの「現在の場所」を、電話をかけたすべての子供達に教えるよう部下に言った。 
シャウプ大佐は子供達に対して不機嫌に反応したため、CONADにサンタクロース関連の電話はかからないようになった。1955年の出来事のきっかけは、11月30日に、シアーズの広告で提供された電話番号からサンタと話そうとした子供が番号を誤ってダイヤルし、代わりにCONADのデスクでシャウプが応答したことだった。
しかし、その12月にシャウプ大佐の部下が身元不明の航空機を追跡するために使用されるボードにサンタの写真を置いたとき、シャウプ大佐はCONADの広報のよい機会だと感じ、CONADの広報担当官であるバーニー・オールドフィールド大佐にCONADがサンタのそりを追跡していることを報道機関に知らせるように依頼した。報道機関へのプレスリリースでは、「CONAD、陸軍、海軍、および海軍航空隊は、クリスマスを信じない人々からの攻撃の可能性から、アメリカ合衆国へ往復するサンタとそりを追跡し、保護し続けます」との一文が上記の内容とともにオールドフィールド大佐によって付け加えられた。
その後の数年間で、毎年恒例のイベントがどのように始まったかという伝説が変化し始めた。 1961年までのシャウプ大佐の物語は、彼が子供達に対して不機嫌になっておらず、代わりに、彼が電話で子供に「自分がサンタクロースである」と伝えたというものだった。シャウプ大佐は家族と話し合って、あとで話を付け加え、子供達が「赤い電話」へダイヤルしたと付け加えた。しかし、実際のホットラインは戦略航空軍団司令部に接続されており、外部からは誰もダイヤルすることは不可能だった。なお、シャウプの席の電話に子供達が電話をかけるようになったのは、子供達が偶然間違って電話したからではなく、先述の広告の誤植によるものである。また、1955年のクリスマスイブに複数の子供達からの電話が殺到したことが始まりではなく、11月30日にたった一人の子供から電話がかかってきたことが発端である。 
シャウプ大佐はサンタ追跡のふりをし続けるつもりはなかったが、1956年、オールドフィールド大佐はAP通信とUPI通信がCONADが再びサンタクロース追跡についての報告を待っていると知らせた。シャウプ大佐はオールドフィールド大佐が再びそれを発表することに同意し、毎年恒例の伝統が生まれた。
1958年、北米航空防衛司令部（NORAD）が大陸防空司令部（CONAD）からサンタ追跡報告の責任を引き継ぎ、年月が経つにつれて報告はより複雑になった。例えば、1960年12月24日、カナダのケベック州セントヒューバートにあるNORAD北部司令部は、「間違いなく友好的」であると特定した「S.クラウス」が運用するそりの定期的な更新を提供した。夕方、NORADは、そりがハドソン湾の氷に緊急着陸したと発表。続けてカナダ空軍（RCAF）の要撃機が、トナカイ達の前足を包帯で包んでいるサンタの様子を発見したと発表した。また、彼が旅を再開したときに、カナダ空軍の戦闘機が彼を護衛したとした。
1981年、北米航空宇宙防衛司令部に改名されたNORADは、一般の人々に向けて、サンタクロースの想定される飛行経路の進捗状況に関する最新情報を入手するため、ホットラインの電話番号を公開した。

### 近年
現在、NORADはプログラムを可能にするためボランティアに依存している。 各ボランティア一人一人は1時間あたり約40件の電話を処理し、チームは通常、200を超える国と地域からの1万2000通を超える電子メールと10万件を超える電話を処理する。これらの問い合わせのほとんどは、12月24日の午前4時から12月25日の深夜 (MST) までの20時間に行われる。また、インターネットユーザーがプロジェクトにアクセスできるようにするために、NORADSanta.orgというウェブサイトも設立された。
2007年12月以降、 Google Analyticsがウェブサイトのトラフィック分析に使用されている。この分析結果を基に、プログラムの円滑な実行のために、クリスマスイブ当日のボランティアスタッフ、電話機、およびコンピューター機器のニーズを予測、計画する。なお、ボランティアには、NORADの軍人および民間人が含まれる。
2014年、NORADは100,000件を超える電話に対応した。 2015年には、1200人を超える米国およびカナダの軍人が電話受付のスタッフを志願した。 
2018年には、アメリカ政府の閉鎖が実施されたにもかかわらず、1500人を超えるボランティアが電話受付オペレーターとして配置された。  
2019年12月、noradsanta.orgのWebサイトには890万人の訪問者があった。
2020年、NORADは、 COVID-19のパンデミックが続いている最中でも、サンタ追跡を継続すると発表した。例年よりも限られた数のボランティアスタッフが電話オペレーターとして活動し、サンタ追跡ホットラインに電話を掛ける一部の人々は自動音声でのメッセージを受け取る。

## ウェブサイトおよびその他のメディア

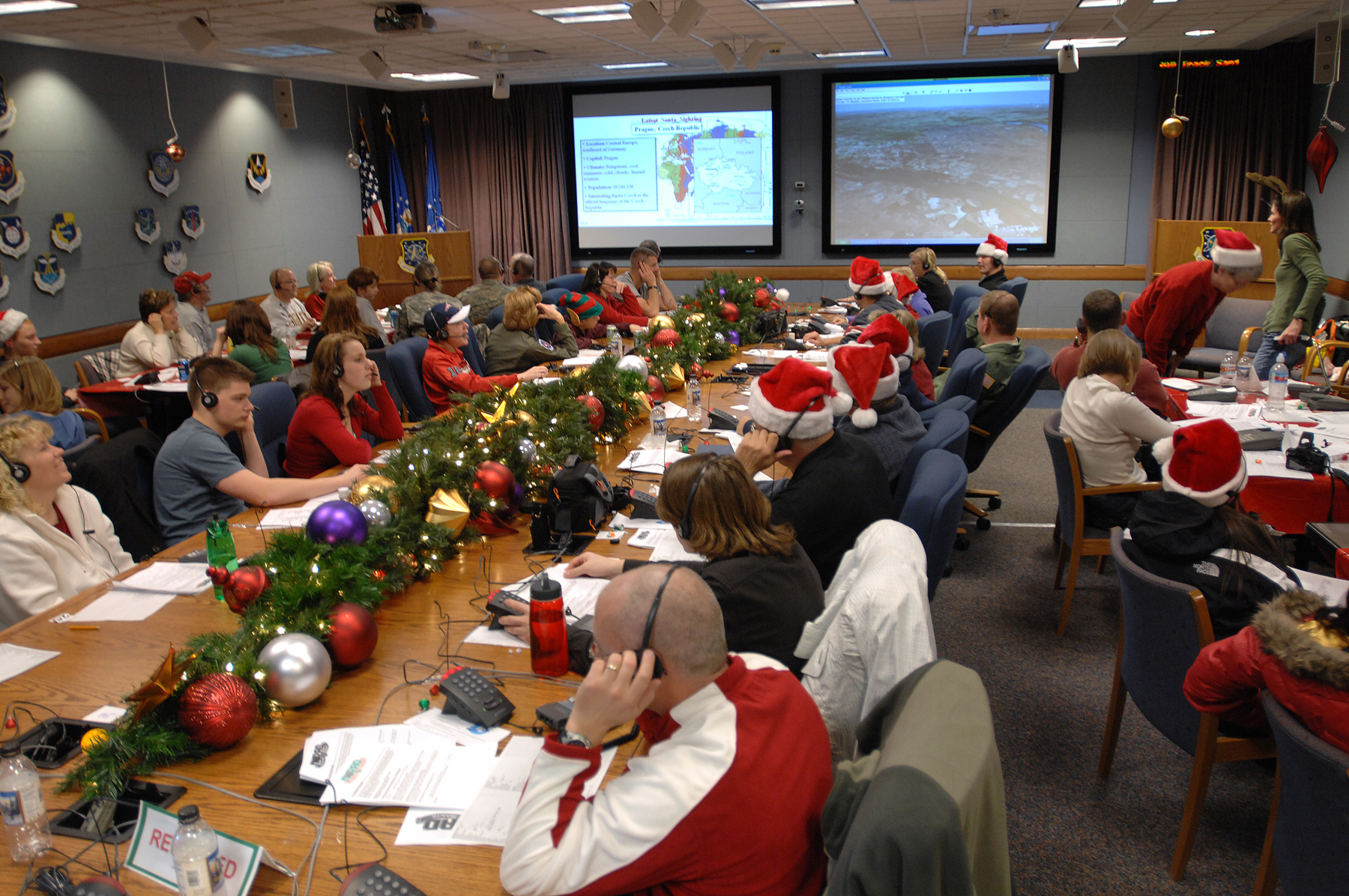
2007年に電話に応答するNORADボランティア

NORADのサンタ追跡プログラムは、常にさまざまなメディアを利用してきた。1950年代から1996年まで、電話のホットライン、新聞、ラジオ、蓄音機のレコード、およびテレビによる広報活動が行われた。北米の多くのニュース番組では、クリスマスイブの天気予報のコーナーの一部としてNORAD Tracks Santaが取り上げられている。
1997年以来、このプログラムはインターネット上でも広く知られるようになった。モバイルメディアやソーシャルメディアがコミュニケーション手段として普及し普及するにつれて、これらの新しいメディアもこのプログラムの広報活動に採用されている。NORAD Tracks Santa ウェブサイトとそのレイアウトは、インターネットテクノロジーの変更、およびその年のパートナーとスポンサーの変更により、1997年から現在にかけて変更されている。 2008年9月、NORADは、ソーシャルメディアでのプレゼンス強化の一環として、 Twitterアカウント@NORADSantaを開設した。
2004年から2009年までの間、Google Earthをダウンロードするためのリンクと、ダウンロードするためのKMZファイルが提供され、サイトにアクセスした人々はGoogle Earthでもサンタを追跡できた。2009年から2011年まで、Google Earthでの追跡はNORAD Tracks Santa サイトのみで表示され、Google EarthのKMZファイルは提供されなくなった。2011年、iOSおよびAndroidアプリを提供。このアプリは、アップデートと「Angry Birds」に似たゲーム機能を備えていた。
1月中旬から11月30日までに、NORAD Tracks Santaのサイトにアクセスすると、「12月1日に戻ってきてね」（Come back Dec. 1）とのメッセージが表示される。 12月になってから、利用可能なすべての機能を備えたNORAD Tracks Santaのウェブサイトが公開される。12月24日、クリスマスイブになると、NORAD Tracks SantaのWebサイトのビデオページでは、通常、異なるタイムゾーンごとに深夜、1時間ごとに更新される。 「サンタカム」のビデオは、有名なランドマークの上を飛んでいるサンタのCGI画像を表示する。各ビデオに添付されたボイスオーバーでは2011年のクリスマスシーズン終わりまで、NORADの職員による映している都市や国についての説明が行われ、2012年になると、ナレーションはアメリカ空軍軍楽隊によって演奏された音楽に置き換えられた。 2013年のクリスマスシーズンにはナレーションに戻った。
有名人によるナレーションも行われている。ロンドンの「サンタカム」ビデオでは、ジョナサン・ロスが2005年から2007年までナレーションを行い、リンゴ・スターが2003年と2004年に同じビデオのナレーションを担当した。2002年、アーロン・カーターは3本のビデオのナレーションを担当した。
一部の「サンタカム」ビデオに描かれている場所とランドマークは、何回かにわたって変更されている。 2009年には、29本の「サンタカム」の映像がウェブサイトで配信された。過去数年間で、24から26のビデオが投稿されている。
2012年以来、Analytical Graphics社は、Cesium プラットフォームを使用して、以前よりも正確な全球地形と衛星画像でサンタの位置を視覚化するための3Dマップを作成、提供した。NORADは2013年のクリスマス、19億5800万件の問い合わせがあったと報告。クリスマスイブ、ウェブサイトには100万人の閲覧者が訪れ、1200人のボランティアが11万7371件の電話に応答した。Twitterのフォロワーは14万6307人、Facebookでの「いいね」の数は1億4500万回だった。同年、NORADはMicrosoftと契約して、Bing Mapsの2Dマップを利用することに決め、Googleとの5年間の契約を終了した。
2014年、NORADはサンタ追跡への約2000万回の問い合わせ件数を記録した。

## スポンサーシップと宣伝

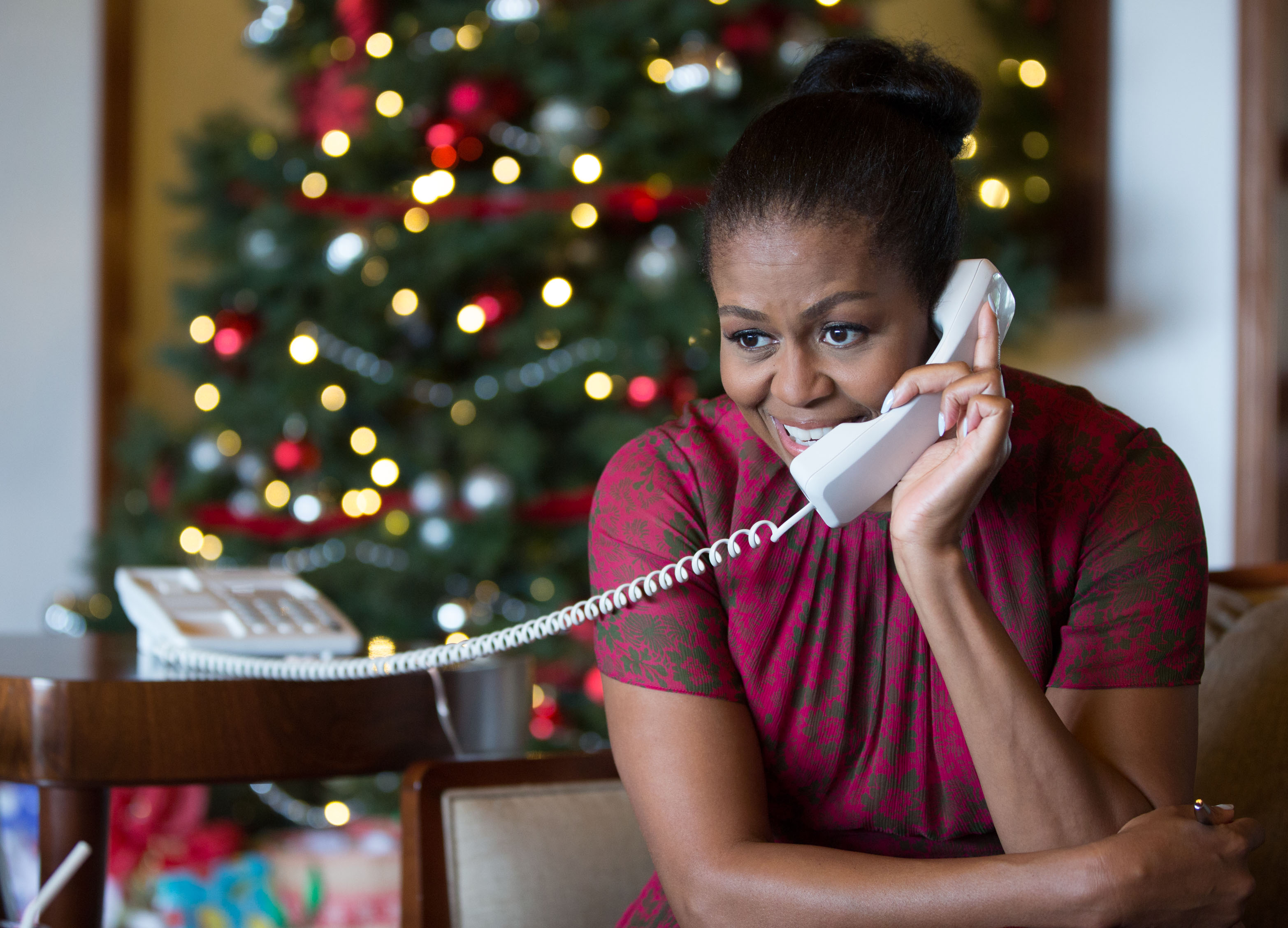
元ファーストレディのミシェル・オバマ夫人は、「NORAD Tracks Santa 2016」の一環として、全国の子供たちと電話で直接話した。

NORAD Tracks Santaは企業スポンサーに依存しており、アメリカ国民、カナダ国民のどちらの納税者からも資金提供を受けていない。   
ニューヨーク空軍州兵の北東部防空セクターやコロラド州フォートカーソンにある米海軍予備海軍情報局（NIB）1118などの米軍やカナダ軍部隊が広報活動を行っている。
アメリカ航空宇宙局（NASA）や海洋大気庁（NOAA）などの他のアメリカ合衆国の機関も、広報活動を支援している。元ファーストレディのミシェル・オバマ夫人は2009年から2016年までプログラムに参加し、子どもたちからの電話に直接対応した。
マニトバ大学の歴史学教授であるジェリー・ボウラーによると、NORAD Tracks Santaプログラムは、「何世紀も前のサンタクロースの物語に現代的に追加された数少ない物語の1つ」である。ボウラーは、このプログラムは「クリスマスイブに旅行するサンタクロースの物語の本質的な要素を取り入れ、技術的なレンズを通してそれを見る」と述べ、サンタクロースの伝説を現代にもたらしたと評価している。

## サンタカムの場所
- 米国 アリューシャン列島（1997〜2001年）
- フィジー（1997〜2001年）
- ニュージーランド オークランド
- オーストラリア シドニー（1997年〜現在）
- オーストラリア メルボルン
- オーストラリア パース
- フィリピン海
- 日本 富士山
- 日本 仙台市
- インドネシア
- インドネシア ジャカルタ
- マレーシア クアラルンプール
- 中華人民共和国 万里の長城
- ヒマラヤ山脈
- インド タージマハル
- イラン バグダッド
- ペルシャ湾（1997〜2005年）
- 南アフリカ共和国 ヨハネスブルグ
- エジプト ギザ（2002〜2009年、現在）
- ギリシャ アテネ
- ロシア モスクワ（2002年〜現在）
- フィンランド（1997〜2001年）
- イタリア ローマ
- イタリア フィレンツェ
- スイス チューリッヒ
- ドイツ ノイシュヴァンシュタイン城
- ドイツ ベルリン
- オランダ アムステルダム
- ベルギー ブリュッセル
- フランス パリ
- イギリス ロンドン
- イギリス ストーンヘンジ
- アイルランド ダブリン
- スペイン バルセロナ
- 国際宇宙ステーション
- ポルトガル領アゾレス諸島 ラジェス・ド・ピコ
- ブラジル リオデジャネイロ
- チリ サンティアゴ
- ペルー マチュピチュ
- メキシコ メキシコシティ
- メキシコ グアダラハラ
- カナダ ニューファンドランド
- カナダ モントリオール
- カナダ トロント
- カナダ レーンディア湖
- 米国 メイン州ポートランド
- 米国 ニューヨーク州ニューヨーク市（1997〜2001年、2004年〜現在）
- 米国 ペンシルベニア州フィラデルフィア（2002〜2003年）
- 米国 ワシントンDC 、
- 米国 ジョージア州アトランタ
- 米国 フロリダ州ケープカナベラル、
- 米国 イリノイ州シカゴ
- 米国 ミズーリ州セントルイス
- 米国 コロラド州ボルダー
- 米国 コロラド州デンバー
- 米国 コロラド州コロラドスプリングズ
- 米国 アリゾナ州グランドキャニオン
- 米国 カリフォルニア州ロサンゼルス
- 米国 カリフォルニア州サンフランシスコ
- 米国 ワシントン州シアトル
- 米国 アラスカ州アンカレッジ
- 米国 ハワイ州ヒロ